# 美しが丘 (横浜市)

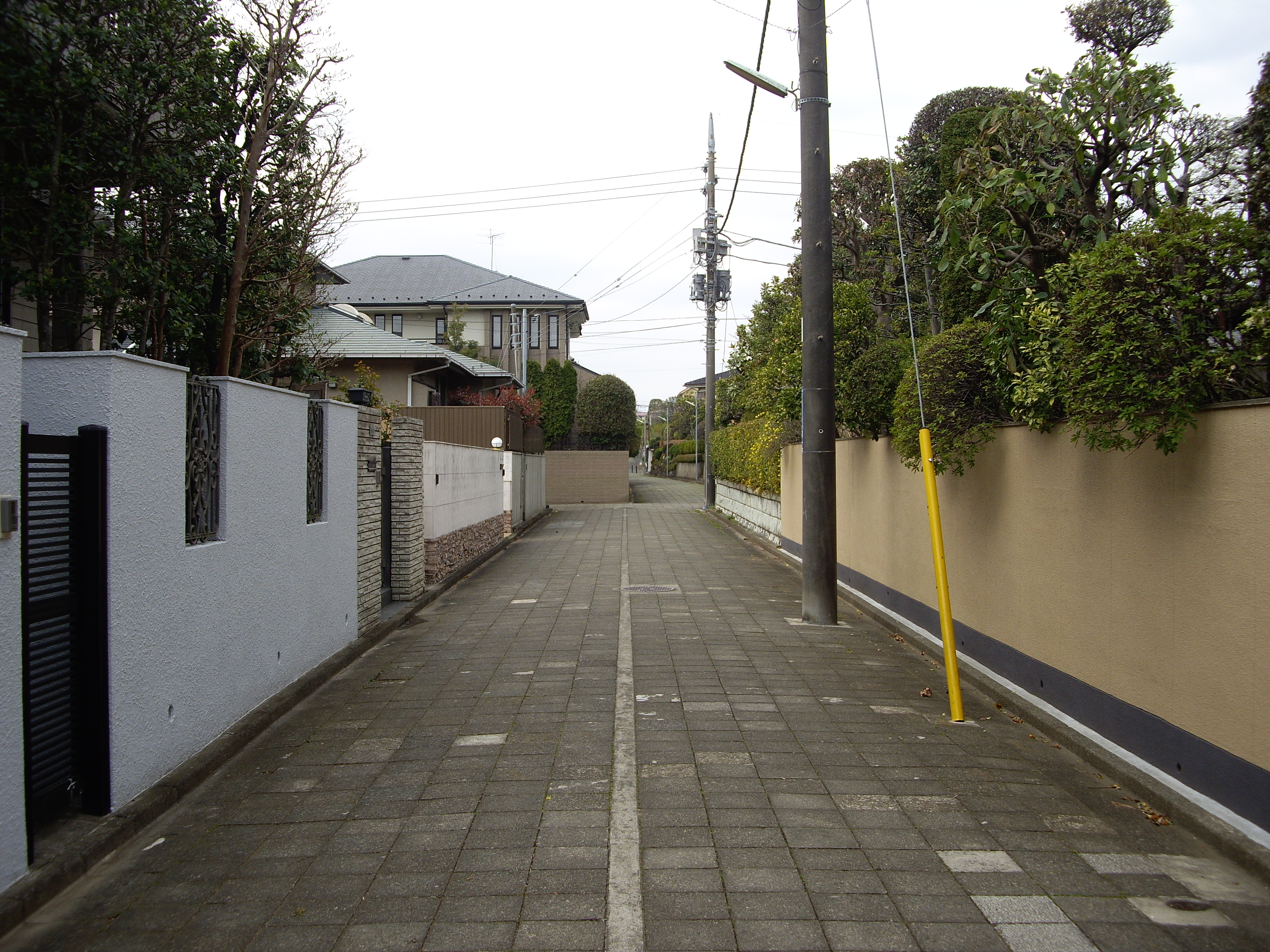
遊歩道

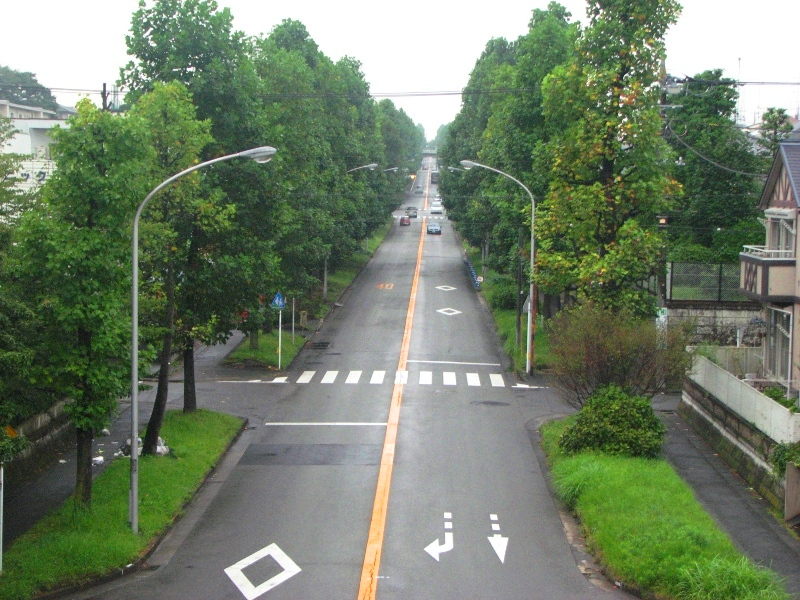
ユリノキ通り

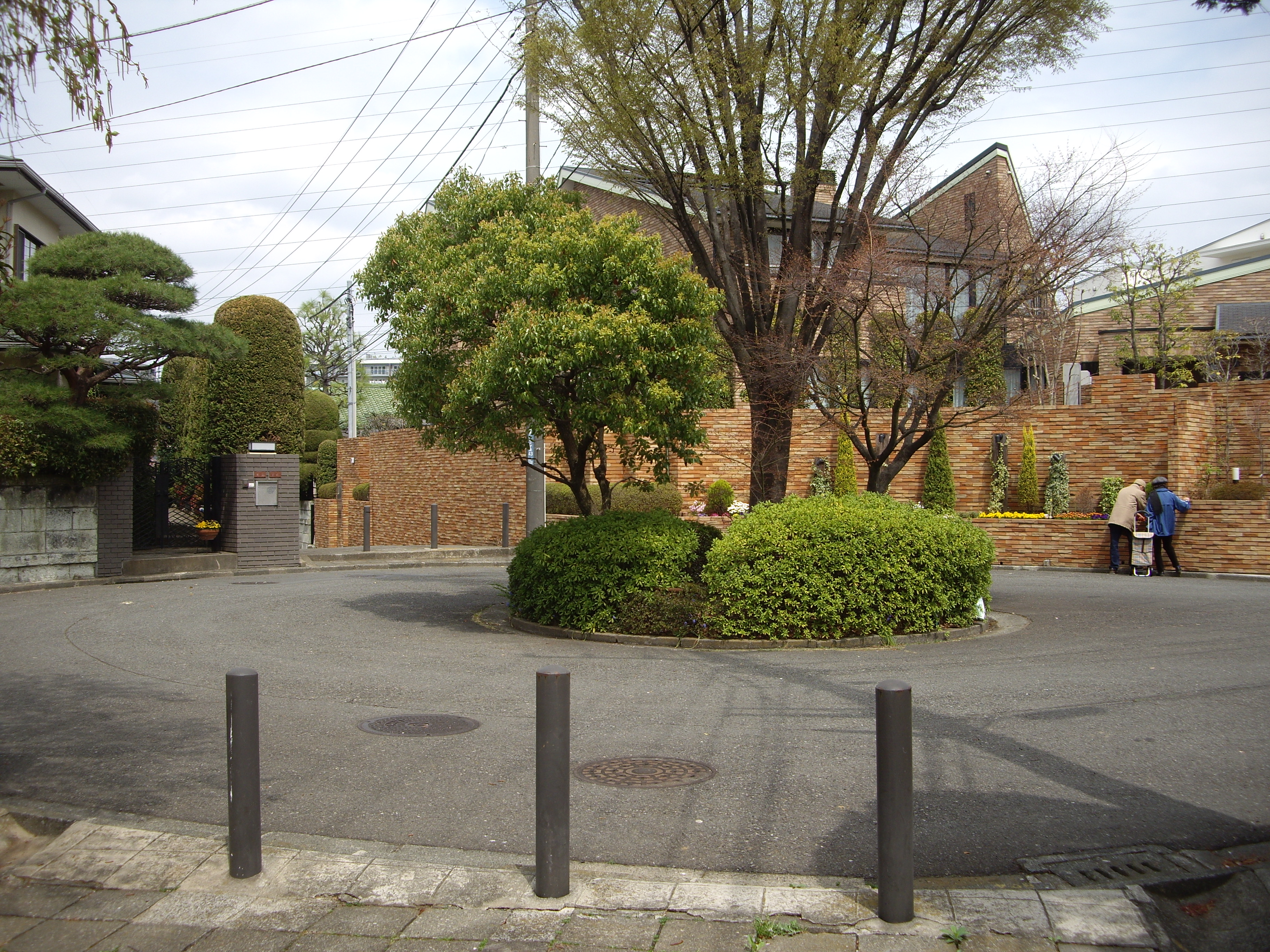
クルドサック

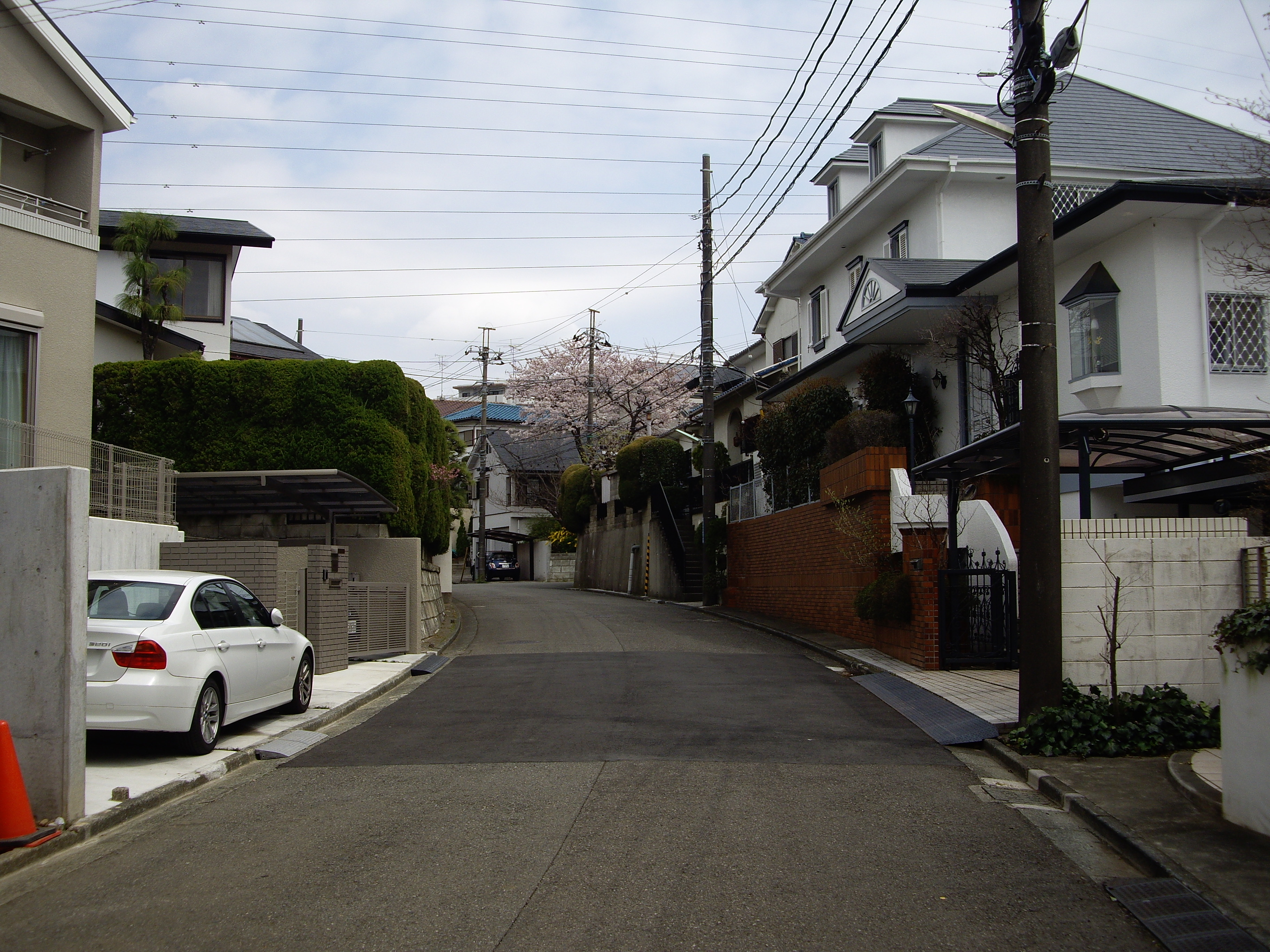
美しが丘二丁目

美しが丘（うつくしがおか）は、神奈川県横浜市青葉区の町名。現行行政地名は美しが丘一丁目から美しが丘五丁目。住居表示未実施区域である。

## 地理
青葉区東部に位置する。全域が東急によって開発された多摩田園都市で、地域内に1966年（昭和41年）に開設された東急田園都市線たまプラーザ駅があり、駅周辺が商業地となっているほかは、地域内は主に団地や社宅、マンション、一戸建の並ぶ住宅街となっている。多摩田園都市の中心地区に位置付けられ、複合商業施設であるたまプラーザテラスやクルドサック構造の道路が整備されている。
一丁目はたまプラーザ団地でほぼ占められているが、たまプラーザ団地の外周は一戸建て住宅が広がる。団地敷地内は木々に覆われた広い遊歩道が設けられ、この遊歩道は東急百貨店たまプラーザ店3階に直結、百貨店と反対方向は途中で道が二本に分かれ、各々二丁目、三丁目へ延びる。二丁目、三丁目は車道が途中で遊歩道に変わる「クルドサック」と呼ばれる道路が多い。遊歩道手前は自動車がUターンするために車道がサークル状で、遊歩道が多い住宅街である。走行する自動車を注意せずに住宅街から百貨店、たまプラーザ駅まで歩行可能である。百貨店2階から駅北口まで歩道橋がある。このような街づくりはアメリカのラドバーンで最初に始められたことから「ラドバーン方式」と称する。
一丁目に東急田園都市線たまプラーザ駅、たまプラーザテラス、イトーヨーカドーたまプラーザ店、公団たまプラーザ団地、りそな銀行たまプラーザ支店、三菱UFJ銀行たまプラーザ支店、三井住友銀行たまプラーザ支店、三井住友信託銀行たまプラーザ支店、横浜銀行たまプラーザ支店、二丁目に市立美しが丘小学校、市立美しが丘東小学校、美しが丘公園、横浜美しが丘郵便局、三丁目に市立美しが丘中学校、四丁目に市立元石川小学校、横浜美しが丘四郵便局、五丁目に市立山内中学校がある。
東は川崎市宮前区鷺沼、西は美しが丘西・元石川町、南はあざみ野・新石川、北は川崎市宮前区犬蔵・菅生・水沢と接する。

### 地価
住宅地の地価は、2025年（令和7年）1月1日の公示地価によれば、美しが丘5丁目1番21の地点で60万4000円/m²、美しが丘5丁目23番17の地点で55万8000円/m²、美しが丘4丁目21番15の地点で46万9000円/m²、美しが丘3丁目50番4の地点で34万1000円/m²となっている。

## 歴史
元来は横浜市港北区元石川町の一部で、多摩田園都市開発の進展に伴い1969年（昭和44年）と1972年（昭和47年）の2次にわたって同町から分離して新設された。新設された町であるが住居表示は実施されていない。この間、1969年に港北区から緑区が分離・新設された際に同区の所属となり、1994年（平成6年）に港北区と緑区の再編が行われると、当区域は新設された青葉区の所属となった。

### 町名の由来
町名は土地区画整理事業に際し、住民らの要望で選定された瑞祥地名で、この地域が丘陵地帯で自然環境が美しく宅造後も美しい町として発展することを願い採用された。

### 沿革
- 1969年（昭和44年）1月15日 - 土地区画整理事業（元石川第一）[9]に伴い、港北区元石川町の一部より、美しが丘一丁目 - 三丁目を新設。横浜市港北区美しが丘一丁目 - 三丁目となる[10]。
- 1969年（昭和44年）10月1日 - 港北区から緑区が分区。横浜市緑区美しが丘一丁目 - 三丁目となる[11]。
- 1972年（昭和47年）7月26日 - 土地区画整理事業（元石川第二）[9]に伴い、元石川町の一部より、美しが丘四丁目・五丁目を新設。横浜市緑区美しが丘一丁目 - 五丁目となる[12]。
- 1976年（昭和51年）1月15日 - 土地区画整理事業（元石川大場）[9]に伴い、元石川町の一部を美しが丘五丁目に編入し、美しが丘五丁目の一部をあざみ野南四丁目二編入する[13]。
- 1979年（昭和54年）2月18日 - 土地区画整理事業（元石川第三）[9]に伴い、元石川町の一部を美しが丘二丁目に編入する[14]。
- 1994年（平成6年）11月6日 - 港北区と緑区を再編し、青葉区と都筑区を新設。横浜市青葉区美しが丘一丁目 - 五丁目となる[15]。

### 町名の変遷
| 実施後         | 実施年月日    | 実施前（各町名ともその一部） |
| -------------- | ------------- | ---------------------------- |
| 美しが丘一丁目 | 1969年1月15日 | 元石川町                     |
| 美しが丘二丁目 | 1969年1月15日 | 元石川町                     |
| 美しが丘三丁目 | 1969年1月15日 | 元石川町                     |
| 美しが丘四丁目 | 1972年7月26日 | 元石川町                     |
| 美しが丘五丁目 | 1972年7月26日 | 元石川町                     |

## 世帯数と人口
2025年（令和7年）6月30日現在（横浜市発表）の世帯数と人口は以下の通りである。
| 丁目           | 世帯数     | 人口     |
| -------------- | ---------- | -------- |
| 美しが丘一丁目 | 2,637世帯  | 5,153人  |
| 美しが丘二丁目 | 3,108世帯  | 7,531人  |
| 美しが丘三丁目 | 1,201世帯  | 2,835人  |
| 美しが丘四丁目 | 2,865世帯  | 5,881人  |
| 美しが丘五丁目 | 2,599世帯  | 5,290人  |
| 計             | 12,410世帯 | 26,690人 |

### 人口の変遷
国勢調査による人口の推移。
| 年                 | 人口   |
| ------------------ | ------ |
| 1995年（平成7年）  | 24,871 |
| 2000年（平成12年） | 24,290 |
| 2005年（平成17年） | 25,238 |
| 2010年（平成22年） | 25,541 |
| 2015年（平成27年） | 25,669 |
| 2020年（令和2年）  | 26,736 |

### 世帯数の変遷
国勢調査による世帯数の推移。
| 年                 | 世帯数 |
| ------------------ | ------ |
| 1995年（平成7年）  | 9,789  |
| 2000年（平成12年） | 9,920  |
| 2005年（平成17年） | 10,619 |
| 2010年（平成22年） | 11,180 |
| 2015年（平成27年） | 11,103 |
| 2020年（令和2年）  | 12,021 |

## 学区
市立小・中学校に通う場合、学区は以下の通りとなる（2024年11月時点）。
| 丁目           | 番地                  | 小学校                   | 中学校                 |
| -------------- | --------------------- | ------------------------ | ---------------------- |
| 美しが丘一丁目 | 1 - 9番地             | 横浜市立美しが丘東小学校 | 横浜市立美しが丘中学校 |
| 美しが丘一丁目 | 10番地以降            | 横浜市立美しが丘小学校   | 横浜市立美しが丘中学校 |
| 美しが丘二丁目 | 23番地 28番地以降     | 横浜市立美しが丘小学校   | 横浜市立美しが丘中学校 |
| 美しが丘二丁目 | 1 - 22番地            | 横浜市立美しが丘東小学校 | 横浜市立美しが丘中学校 |
| 美しが丘三丁目 | 全域                  | 横浜市立美しが丘小学校   | 横浜市立美しが丘中学校 |
| 美しが丘四丁目 | 全域                  | 横浜市立元石川小学校     | 横浜市立山内中学校     |
| 美しが丘五丁目 | 1 - 8番地 12番地      | 横浜市立新石川小学校     | 横浜市立山内中学校     |
| 美しが丘五丁目 | 9 - 11番地 13番地以降 | 横浜市立山内小学校       | 横浜市立山内中学校     |

## 事業所
2021年（令和3年）現在の経済センサス調査による事業所数と従業員数は以下の通りである。
| 丁目           | 事業所数    | 従業員数 |
| -------------- | ----------- | -------- |
| 美しが丘一丁目 | 407事業所   | 5,000人  |
| 美しが丘二丁目 | 293事業所   | 2,671人  |
| 美しが丘三丁目 | 36事業所    | 183人    |
| 美しが丘四丁目 | 142事業所   | 922人    |
| 美しが丘五丁目 | 184事業所   | 1,345人  |
| 計             | 1,062事業所 | 10,121人 |

### 事業者数の変遷
経済センサスによる事業所数の推移。
| 年                 | 事業者数 |
| ------------------ | -------- |
| 2016年（平成28年） | 1,009    |
| 2021年（令和3年）  | 1,062    |

### 従業員数の変遷
経済センサスによる従業員数の推移。
| 年                 | 従業員数 |
| ------------------ | -------- |
| 2016年（平成28年） | 10,111   |
| 2021年（令和3年）  | 10,121   |

## 施設
- 東急田園都市線たまプラーザ駅

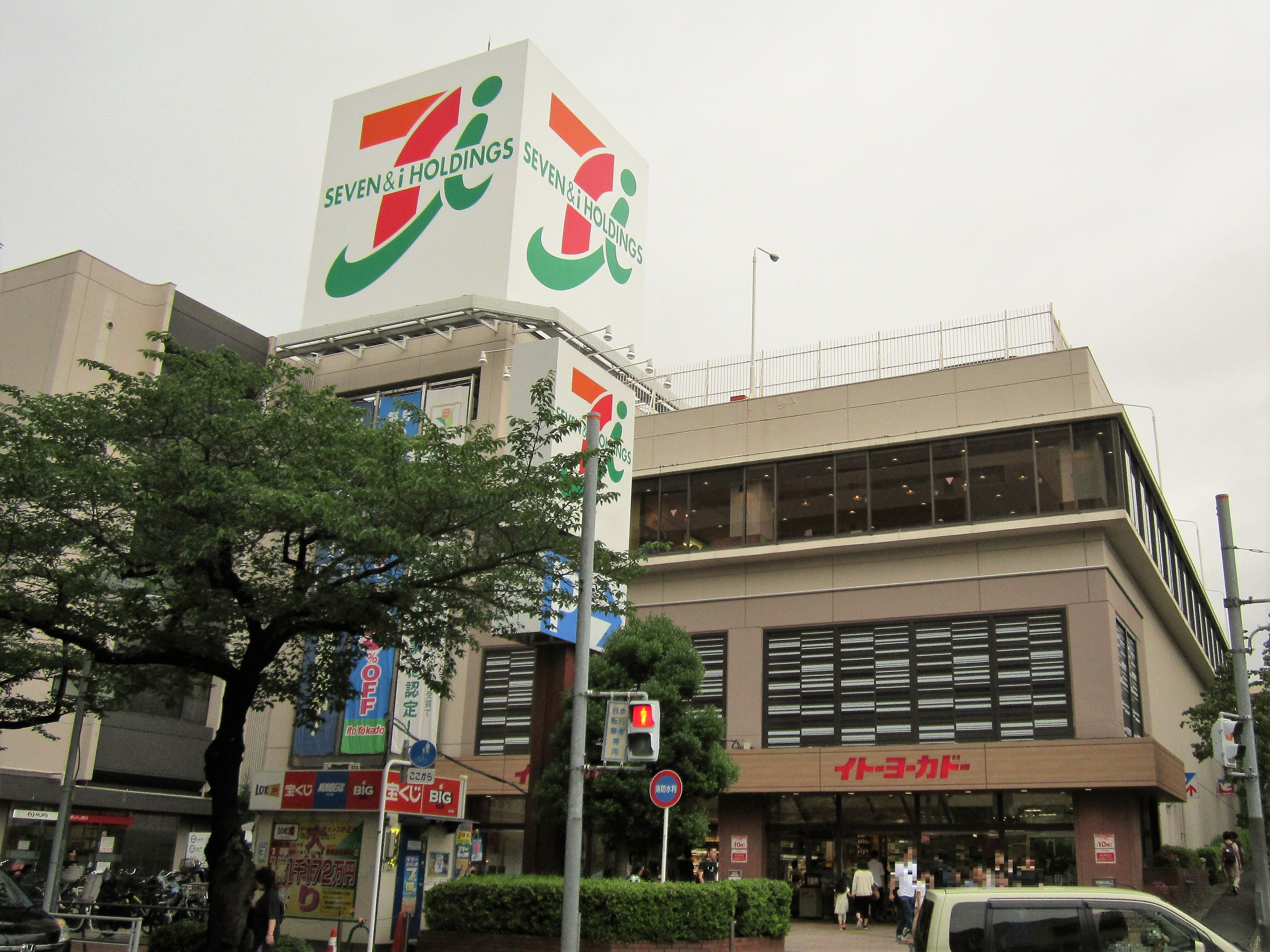
イトーヨーカドーたまプラーザ店

- たまプラーザテラスゲートプラザ・ノースプラザ（東急百貨店たまプラーザ店）
- イトーヨーカドーたまプラーザ店
- たまプラーザ商店会
- たまプラーザ駅前通り商店会
- たまプラーザ中央商店街
- 公団たまプラーザ団地
- 横浜市立美しが丘小学校
- 横浜市立美しが丘東小学校
- 横浜市立元石川小学校
- 横浜市立山内中学校
- 横浜市立美しが丘中学校
- 美しが丘公園
- 青葉警察署 たまプラーザ駅前交番
- 横浜美しが丘郵便局
- 横浜美しが丘四郵便局
- りそな銀行たまプラーザ支店
- 三菱UFJ銀行たまプラーザ支店
- 三井住友銀行たまプラーザ支店
- 三井住友信託銀行たまプラーザ支店
- 横浜銀行たまプラーザ支店
- 平川神社
- 美しが丘大坪公園
- 美しが丘二丁目公園
- 美しが丘五丁目公園
- 美しが丘第二公園
- 美しが丘第三公園
- 美しが丘第四公園
- 美しが丘第五公園
- 美しが丘第六公園
- 美しが丘第七公園
- 美しが丘第八公園
- 美しが丘第九公園
- 美しが丘第十公園

## その他

### 日本郵便
郵便番号は225-0002（集配局：青葉郵便局）

### 警察
町内の警察の管轄区域は以下の通りである。
| 丁目           | 番・番地等 | 警察署     | 交番・駐在所         |
| -------------- | ---------- | ---------- | -------------------- |
| 美しが丘一丁目 | 全域       | 青葉警察署 | たまプラーザ駅前交番 |
| 美しが丘二丁目 | 全域       | 青葉警察署 | たまプラーザ駅前交番 |
| 美しが丘三丁目 | 全域       | 青葉警察署 | たまプラーザ駅前交番 |
| 美しが丘四丁目 | 全域       | 青葉警察署 | たまプラーザ駅前交番 |
| 美しが丘五丁目 | 全域       | 青葉警察署 | たまプラーザ駅前交番 |

## ゆかりのある人物
- 阿川弘之（作家） - 美しが丘2丁目に居住していた[27]。